# Głaznów (przystanek kolejowy)
Głaznów – zlikwidowany wąskotorowy przystanek osobowy w Głaznowie na linii kolejowej Krośniewice – Dzierzbice Kutnowskie, w powiecie kutnowskim, w województwie łódzkim, w Polsce.